# Chloridolum japonicum
Chloridolum japonicum là một loài bọ cánh cứng trong họ Cerambycidae.